# NGC 2388
NGC 2388 (również PGC 21099 lub UGC 3870) – galaktyka spiralna (S), znajdująca się w gwiazdozbiorze Bliźniąt. Odkrył ją William Herschel 4 lutego 1793 roku.
W galaktyce tej zaobserwowano supernową SN 2015U.